# Panini
|  | No s'ha de confondre amb Pànini. |

Panini és una empresa amb seu a Mòdena, Itàlia, fundada pels germans Panini el 1961. La companyia produeix llibres, còmics, revistes, adhesius, cromos i altres articles a través de les seves filials especialitzades en col·leccionables i edició. Panini distribueix els seus propis productes i els de tercers.
Panini manté una Divisió de Llicències per a comprar i revendre llicències i ofereix assessorament legal a particulars i editors interessats en la compra de drets i llicències de còmics, respectivament. Per mitjà de Panini Digital, l'empresa utilitza programari activat per veu per a capturar estadístiques de futbol, que després ven a agents, equips, mitjans de comunicació i creadors de videojocs. New Media opera les aplicacions en línia de Panini i genera ingressos a través de la venda de continguts i dades.

## Història
Benito i Giuseppe Panini portaven una oficina de distribució de diaris a Mòdena quan, el 1960, trobaren una col·lecció de cromos que una empresa de Milà no havia pogut vendre. Els germans compraren la col·lecció i la vengueren en paquets de dos cromos a deu lires cadascun (uns 0,10 euros al canvi). En varen vendre tres milions de paquets i, després d'aquest èxit, Giuseppe fundà l'empresa Panini el 1961 per a fabricar i vendre els seus propis cromos. Benito s'uní a l'empresa aquell any mateix. Panini va vendre 15 milions de paquets de cromos el 1961 i 29 milions l'any següent. Els altres germans Panini, Franco i Umberto, s'uniren a la companyia el 1963.

### Els cromos de futbol
La Panini es va fer famosa durant la dècada de 1960 per les seves col·leccions de futbol, les quals varen acaparar aviat un gran interès i actualment són considerades un fenomen cultural juvenil de les dècades següents. Els exemplars rars poden assolir preus molt alts dins el mercat dels col·leccionistes. Fins i tot s'arribaren a inventar alguns jocs populars que feien servir els cromos com a jocs de cartes.
El 1970, Panini publicà per primer cop L'Almanacco Illustrato del Calcio Italiano ("L'almanac il·lustrat del futbol italià"), després d'haver-ne comprat els drets a l'editorial Carcano. Panini també va publicar aleshores el seu primer àlbum de cromos de la FIFA World Cup per a la Copa del Món de futbol de 1970 de Mèxic, fent-hi servir subtítols multilingües i venent-ne els cromos fora d'Itàlia per primer cop. Una altra primícia de Panini, a començaments de 1970, fou la introducció dels cromos adhesius, els quals permeteren superar el tradicional ús de cola adhesiva per a enganxar-los.
Les primeres col·leccions Panini a l'estat espanyol (entre elles, l'àlbum Super Moto 1974 de 1974, de 200 cromos) s'hi varen començar a distribuir a mitjan dècada de 1970 a través d'Ediciones Vulcano. Des de 1979, Panini ho va fer a través de Cromo Crom, empresa distribuïdora fundada a Torroella de Montgrí, Baix Empordà, que acabà essent absorbida per Panini el 1986. Abans, però, Cromo Crom i Panini llançaren un dels àlbums de cromos en català més recordats: West. L'Oest, la veritable història dels indis (1983). També el 1986, Panini va crear un museu de cromos que el 1992 va cedir a la ciutat de Mòdena.

### Panini al segle XXI
El 24 de maig de 2006, Panini es va associar amb Coca-Cola i Tokenzone per a produir el primer Virtual Sticker Album ("àlbum de cromos virtual") per a la FIFA World Cup. L'àlbum es podia visualitzar en un mínim de 10 idiomes diferents, entre ells el portuguès, neerlandès, anglès, francès, alemany, grec, italià, castellà, japonès i coreà.
El gener de 2009, Panini va adquirir una llicència exclusiva per a produir cromos i adhesius de la NBA, efectiva des de la temporada 2009-10. El 13 de març d'aquell any, Panini va adquirir l'empresa fabricant de cromos amb seu a Texas Donruss Playoff LP. Gràcies a això, Panini es va fer amb les llicències de la NFL i la NFLPA de Donruss.
El 26 de març de 2010, Panini adquirí una llicència de la NHL i NHLPA. La temporada d'hoquei 2010-11 va ser la primera en cinc anys en què més d'una empresa (Upper Deck) produí cromos d'hoquei. Els adhesius clàssics es complementen actualment amb el joc de cartes col·leccionables Adrenalyn XL. També el 2010, Panini adquirí una llicència per a crear una col·lecció de cromos oficial dels Jocs Olímpics i Paralímpics de Londres 2012.
El 2014, Panini va tornar a crear els cromos de la Copa del Món de la FIFA d'aquell any.

## La família Panini
Giuseppe Panini, el germà gran i fundador de l'empresa, col·leccionista alhora, va finançar la creació de la Raccolte Fotografiche Modenesi ("col·leccions fotogràfiques de Mòdena"), un valuós arxiu que conté més de 300.000 fotografies i un nombre similar de targetes postals que descriuen la vida de la ciutat i l'evolució de l'art fotogràfic.